# Michał Siedlecki

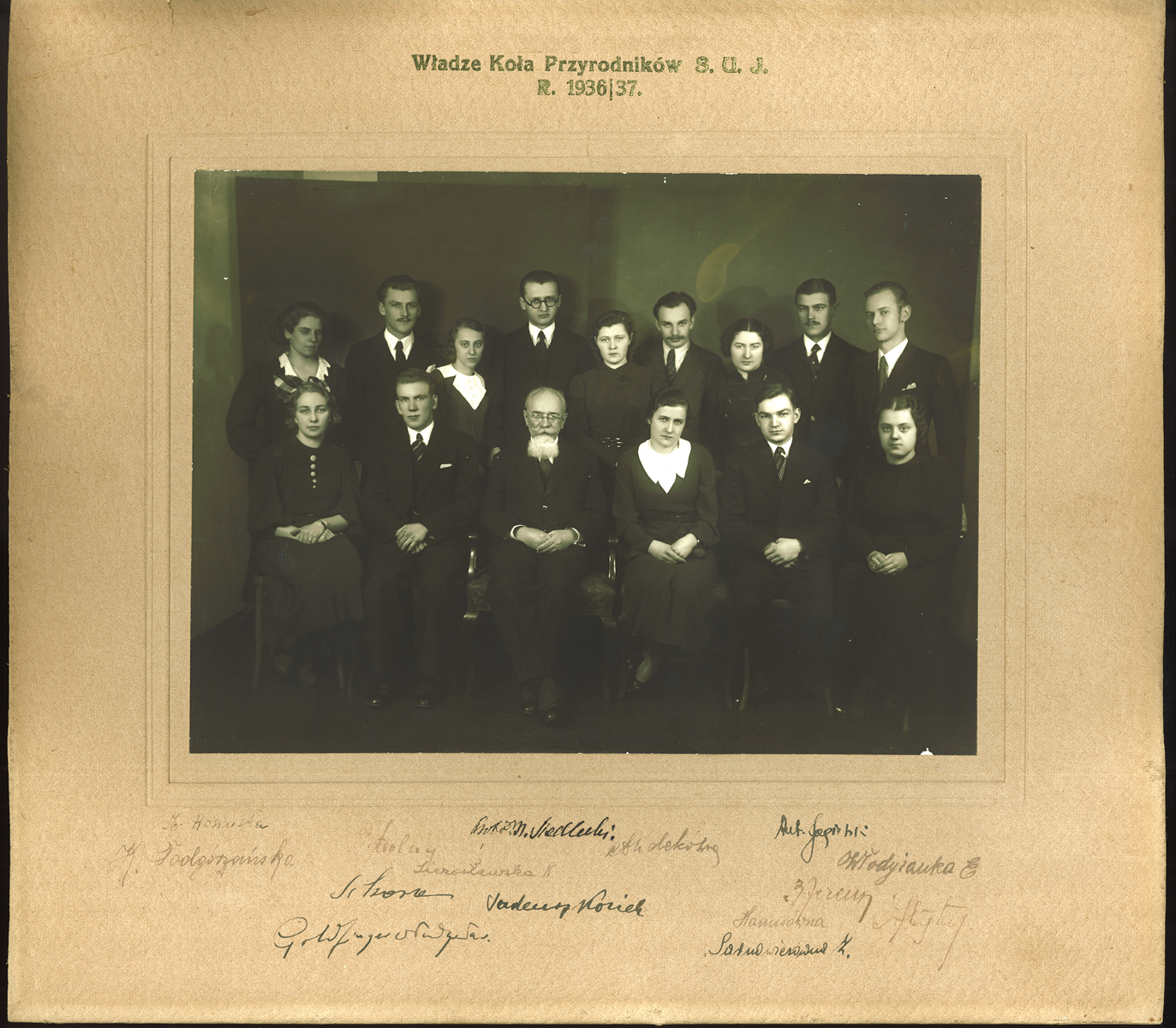
Prof. Michał Siedlecki jako kurator Koła Przyrodników Studentów Uniwersytetu Jagiellońskiego (siedzący w środku)

Michał Marian Siedlecki (ur. 8 września 1873 w Krakowie, zm. 11 stycznia 1940 w Sachsenhausen) – polski zoolog.

## Życiorys
Był synem Adolfa Siedleckiego, farmaceuty i właściciela apteki „Pod Białym Orłem” w Krakowie, oraz Tekli z domu Dydyńskiej. Miał brata Franciszka, malarza. W 1891 ukończył Gimnazjum św. Jacka w Krakowie. W latach 1891–1895 studiował zoologię w Uniwersytecie Jagiellońskim w Krakowie, a następnie odbył studia uzupełniające w Instytucje Zoologicznym w Berlinie (1895-1896) oraz Collège de France i Instytucie Pasteura Uniwersytetu w Paryżu.
W 1895 otrzymał tytuł doktora filozofii, a w 1899 docenta zoologii UJ. W 1904 został profesorem nadzwyczajnym. Od 1912 pełnił funkcję kierownika Katedry Zoologii tej uczelni. W latach 1919–1921 był rektorem Uniwersytetu Stefana Batorego w Wilnie. W 1921 powrócił na Uniwersytet Jagielloński. Zajmował się biologią ogólną i biologią morza.
W 1921 był współinicjatorem powstania Morskiego Laboratorium Rybackiego na Helu oraz Stacji Badania Wędrówek Ptaków w Warszawie w 1931. Reprezentował Polskę w Międzynarodowej Radzie Badań Morza w Kopenhadze oraz Międzynarodowym Biurze Ochrony Przyrody w Brukseli. Uczestniczył w wyprawach naukowych do Egiptu, Indii, Afryki, na Cejlon oraz Jawę. W latach 1923–1938 był członkiem Państwowej Rady Ochrony Przyrody.
W pracy badawczej zajmował się protozoologią, cytologią oraz biologią morza. Prowadził także badania z zakresu biologii morza i nad stworzeniem racjonalnych podstaw rybołówstwa morskiego. Walczył o objęcie ochroną rzadkich zwierząt, m.in. żubra, wielorybów, jesiotra, i wielu gatunków ptaków. Prowadził kompleksowe badania nad mechanizmami przystosowawczymi zwierząt do warunków tropikalnych. Wraz z Franciszkiem Kryształowiczem badał patogenezę kiły i biologię krętka bladego, a z Fritzem Schaudinnem przyczynił się do wyjaśnienia patogenezy malarii.
W 1903 został członkiem korespondentem Akademii Umiejętności, a w 1920 członkiem czynnym Polskiej Akademii Umiejętności. Był także członkiem Towarzystwa Naukowego Warszawskiego. Doktor honoris causa uniwersytetów w Wilnie i Strasburgu.
Był autorem wielu prac naukowych i popularnonaukowych oraz szeregu rozpraw specjalnych, zwłaszcza z zakresu badań nad sporowcami.

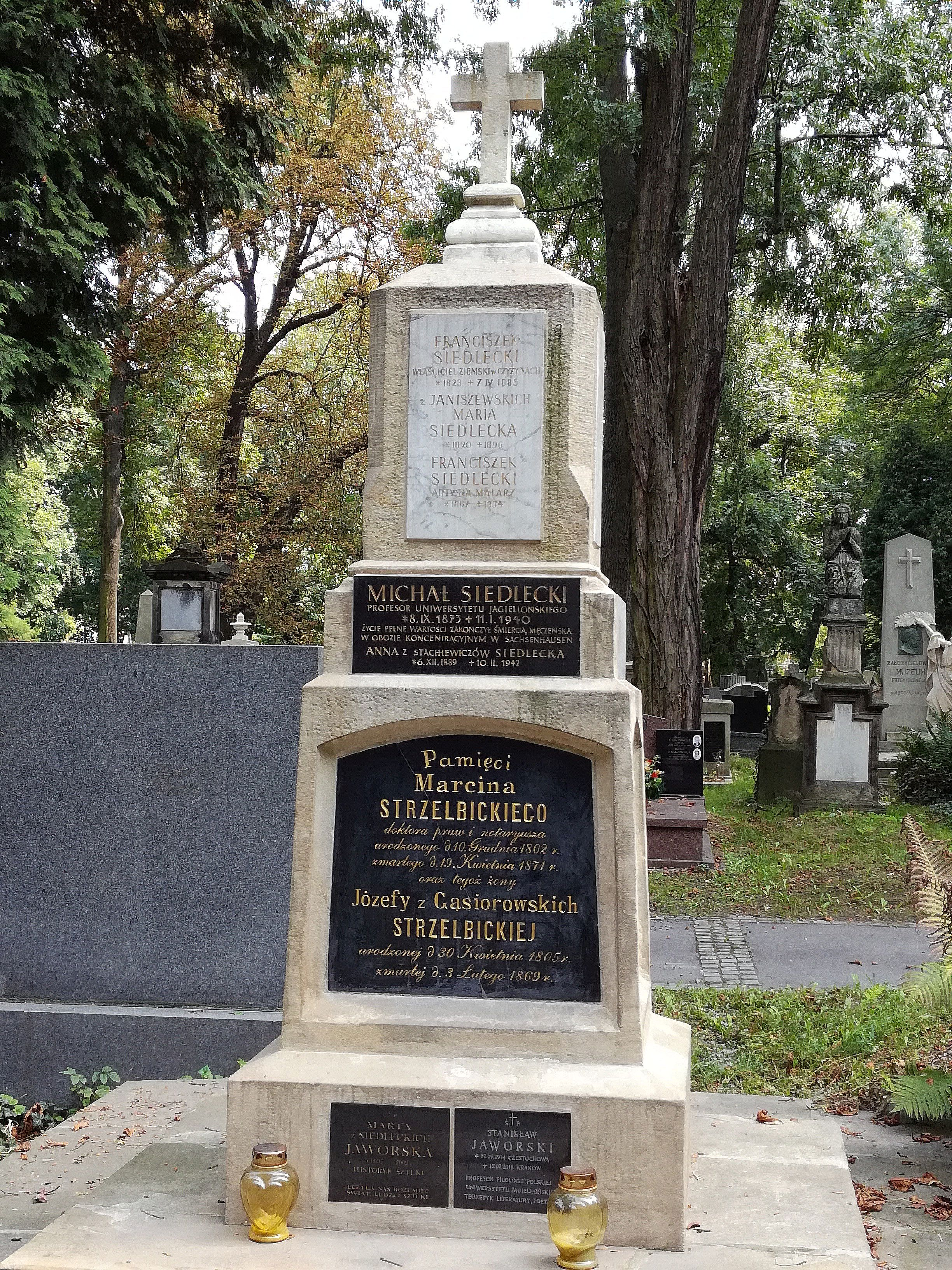
Grób prof. Michała Siedleckiego na cmentarzu Rakowickim

Po rozpoczęciu okupacji niemieckiej w Polsce, aresztowany 6 listopada 1939 w akcji Sonderaktion Krakau. Zmarł 11 stycznia 1940 w niemieckim obozie koncentracyjnym Sachsenhausen na nieleczone zapalenie płuc. Urna z prochami profesora przyjechała do Krakowa, złożono ją na cmentarzu Rakowickim (pas 12, rząd wsch.). Imieniem profesora nazwano polskie statki naukowo-badawcze (zob. poniżej).

## Życie prywatne
Jego pierwszą żoną była Irena z domu Wolska, która zmarła 24 grudnia 1905 w połogu razem z urodzoną córką. W 1910 ożenił się z Anną z domu Stachiewicz, córką krakowskiego malarza Piotra Stachiewicza. Z tego małżeństwa mieli troje dzieci: Andrzeja (ur. 20 listopada 1910), Stanisława (ur. 17 września 1912), geologa i taternika oraz Ewę (ur. 1 maja 1915), artystkę graficzkę.

## Wybrane publikacje naukowe
- O budowie leukocytów oraz o podziale ich jąder u jaszczurów (1896)[8]
- Cycle evolutif de la Caryotropha mesnilii, coccidie novelle des Polymnies (1902)
- Spostrzeżenia nad budową i rozwojem Spirochaetae pallida Schaud. (1906)
- Badania doświadczalne nad kiłą: morfologia krętka białego (1907)
- O przemianie materii wśród morza (1907)
- Jawa. Przyroda i sztuka (1913)[1]
- Głębiny (1916)[9]
- Państwa zwierzęce (1916)
- Skarby wód. Obrazy z nadmorskich krain (1923)[10]
- Na rafach koralowych (1926)[11]
- Opowieści malajskie (1926)[12]
- Ekonomiczne wykorzystywanie wybrzeża w zakresie rybołówstwa morskiego (1927)
- Naukowe podstawy racjonalnej gospodarki rybackiej na morzu (1929)[13]
- Niewyzyskane walory morza (1930)[14]
- Wielorybnictwo i ochrona wielorybów (1931)[15]
- Sprawa międzynarodowej ochrony ptaków (1933)[16]
- Ryby morskie częściej poławiane na Bałtyku i północnym Atlantyku (1938)[17]
- Na drodze życia i myśli (1966)
- Z głębin w EPITAPHIUM Ignacego Maciejowskiego Sewera, dru. UJ 1902
- Cztery miesiące walki z zarazą (1916)

## Ordery i odznaczenia
- Krzyż Komandorski z Gwiazdą Orderu Odrodzenia Polski (2 maja 1923)[18][19]
- Krzyż Komandorski Orderu Odrodzenia Polski (29 grudnia 1921)[20]
- Krzyż Oficerski Orderu Odrodzenia Polski (13 lipca 1921)[21][22][23]
- Złoty Krzyż Zasługi po raz pierwszy (11 listopada 1936)[24]
- Złoty Krzyż Zasługi po raz drugi (30 kwietnia 1938)[25]

## Upamiętnienie
Imieniem Michała Siedleckiego nazwano statki badawcze Morskiego Instytutu Rybackiego:
- „Michał Siedlecki” – kuter naukowo-badawczy (w służbie 1948–1956, brytyjskiego typu kutrów rybackich MFV-75, otrzymany w ramach UNRRA, późniejszy kuter GDY 119)[26],
- „Michał Siedlecki II” – kuter badawczy (w służbie od 1956, typu B-25)[26],
- „Profesor Siedlecki” – oceaniczny statek badawczy (w służbie 1972–1991).

W 2001 r. Narodowy Bank Polski wydał upamiętniającą Siedleckiego srebrną monetę kolekcjonerską o nominale 10 złotych oraz towarzyszącą jej monetę okolicznościową ze stopu nordic gold o nominale 2 złotych. Obie monety są częścią serii „Polscy podróżnicy i badacze”.